# 博羅夫斯克區

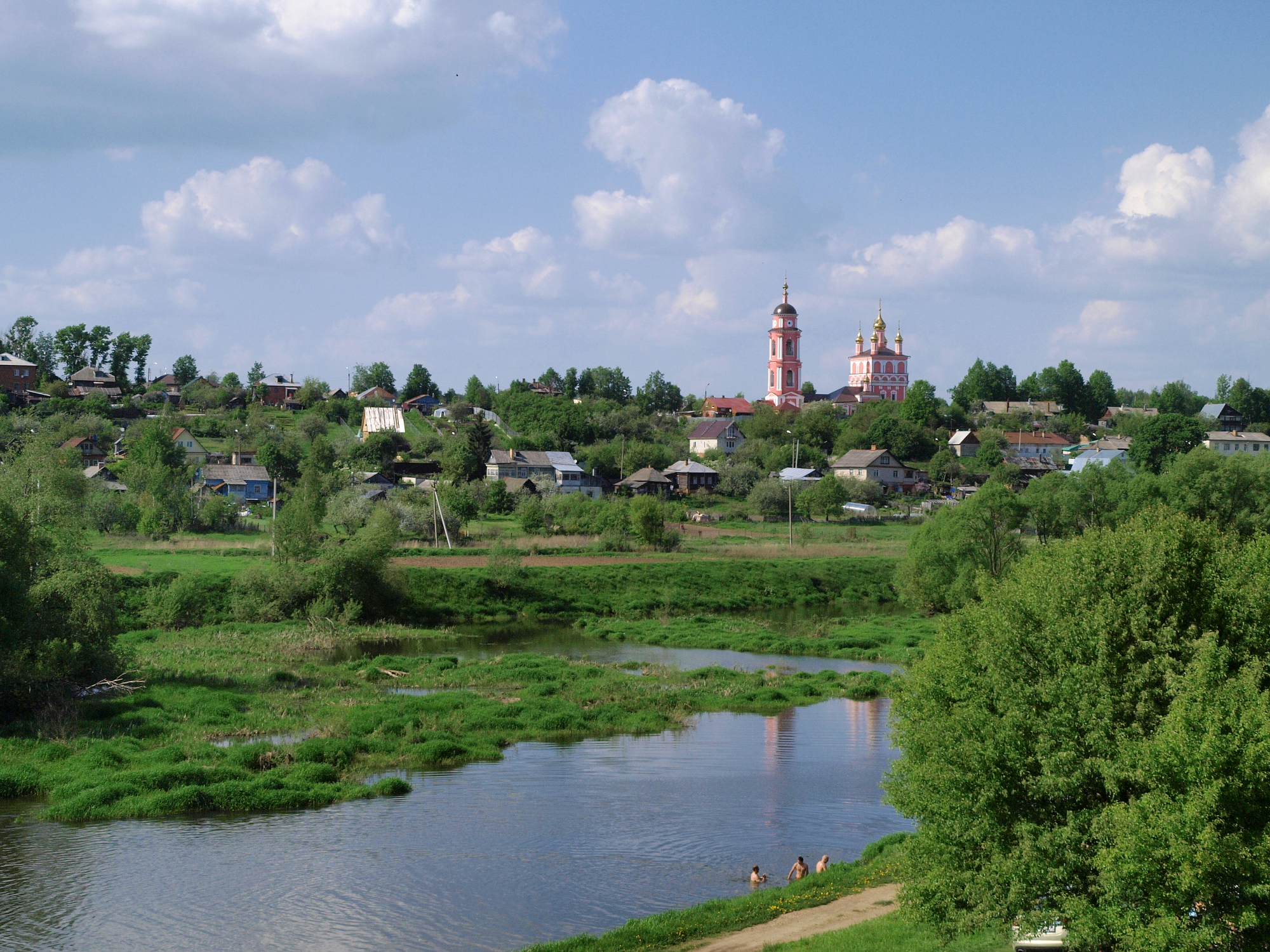

55°12′07″N 36°07′59″E / 55.202°N 36.133°E
博羅夫斯克區（俄语：Боровский район），是俄羅斯的一個區，位於該國西部，由卡盧加州負責管轄，面積759.6平方公里，2010年該區人口61,401，人口密度每平方公里80.83人。